# Eesti Merevägi
Eesti Merevägi (Estońskie Siły Morskie) – marynarka wojenna Estonii o stałym personelu 330 osób, część estońskich sił zbrojnych.

## Historia

### Pierwsza niepodległość
Estońskie Siły Morskie (est. Eesti Merejõud ) zostały utworzone 21 listopada 1918. W ich skład wchodziły na początku jednostki uzyskane po kapitulacji Niemiec oraz zdobyte na flocie bolszewickiej przez Royal Navy, w tym dwa niszczyciele. W połowie lat trzydziestych Estończycy odsprzedali niszczyciele Marynarce Wojennej Peru, zamówili zaś w zamian dwa podwodne stawiacze min typu Kalev. W latach międzywojennych marynarka estońska współpracowała głównie z fińską marynarką wojenną, opracowany był też plan przeciwdziałania Flocie Bałtyckiej Związku Radzieckiego  .

### Sowiecka okupacja
Po aneksji Estonii przez Związek Radziecki jej okręty zostały wcielone do Radzieckiej Marynarki Wojennej, zaś NKWD rozpoczęło stopniowe aresztowania, zsyłki i rozstrzeliwania oficerów estońskich służących w marynarce. Na jednostkach pozostawiono część estońskiej załogi, uzupełniając etaty radzieckimi marynarzami i oficerami. Pod sowiecką banderą okręty brały udział w II wojnie światowej, walcząc przeciwko siłom morskim Niemiec i Finlandii, ich główną akcją bojową była ewakuacja Tallinna. Wiele z poestońskich okrętów przetrwało działania wojenne. Kanonierka „Pikker” została przebazowana do Sewastopola, gdzie służyła jako jacht dla przywódców ZSRR, a następnie, do 1972 roku, jako okręt badawczy Uniwersytetu Moskiewskiego , zaś okręt podwodny „Lembit” przetrwał cały okres sowieckiej okupacji.

### Po odzyskaniu niepodległości
Ogłoszenie niepodległości przez Estonię nie zakończyło obecności Floty Bałtyckiej – baza morska w Tallinnie była zajmowana przez siły rosyjskie do 31 sierpnia 1994 roku. Pierwszym okrętem w niepodległej Estonii, na którym podniesiono narodową banderę był „Lembit”. Stało się to 27 kwietnia 1992 roku, ponad 55 lat po jego wodowaniu. Estończycy siłą zajęli okręt muzealny, obawiali się bowiem, że zostanie pocięty przez Rosjan i zezłomowany. Eesti Merevägi została formalnie reaktywowana 1 lipca 1993 roku. Poza okrętem muzealnym Eesti Merevägi nie posiadało żadnych jednostek, rozpoczęto więc starania o wykupienie niektórych okrętów Floty Bałtyckiej za pośrednictwem prywatnych firm. Wycofujący się Rosjanie nie byli jednak skłonni do dzielenia się z Estończykami – zatopili 10 jednostek oraz uszkodzili najważniejsze wyposażenie i systemy w porcie. Uszkodzony został też wykupiony kuter patrolowy „Grif”, który jednak udało się Estończykom wyremontować. Estonia otrzymała część swoich okrętów w darze od państw z basenu Morza Bałtyckiego – tak na przykład Niemcy podarowały jej dwa trałowce typu Kondor, przemianowane na  „Sulev” i „Vambola”. Od Danii Estonia dostała najpierw kuter patrolowy „Mallemukken” przemianowany na „Ahti”, a następnie, w 82 rocznicę powstania pierwszej Eesti Merevägi, duży patrolowiec „Beskytteren”. Został on, pod nazwą „Admiral Pitka”, flagowym okrętem marynarki estońskiej. W roku 2004 Dania przekazała Estonii dodatkowo stawiacz min „Lindormen”, który wszedł do służby jako tender nurków „Tasuja”. Najnowocześniejszym nabytkiem Eesti Merevägi są trzy niszczyciele min typu Sandown, zakupione od Wielkiej Brytanii 14 sierpnia 2006 roku.
Z dniem 1 stycznia 2023 roku w skład marynarki wojennej włączono morskie oddziały policji i straży granicznej.

## Organizacja i zadania
Obecnie struktura Eesti Merevägi obejmuje:
1. Mereväe staap – Sztab Marynarki Wojennej
2. Miinilaevadivisjon – Dywizjon Okrętów Przeciwminowych
3. Mereväebaas – Baza Morska[1]

W ramach marynarki wojennej działał również Kaitseliidu Meredivisjon – Dywizjon Okrętów Patrolowych.

### Miinilaevadivisjon
Trzon Eesti Merevägi stanowi obecnie Miinilaevadivisjon – Dywizjon Okrętów Przeciwminowych powołany 15 maja 1997 roku. W jego skład wchodzą 3 niszczyciele min typu Sandown oraz tender nurków „Tasuja”, zabezpieczający działania Tuukrigrupi – Grupy Nurków-Minerów. Zadaniem dywizjonu jest przede wszystkim oczyszczenie terytorialnych wód Estonii z min postawionych w czasie dwóch wojen światowych (ocenia się, że ponad 80 000 min zostało postawionych na Bałtyku) . Od początku swojej działalności marynarka wojenna usunęła około 850 min . Dywizjon Okrętów Przeciwminowych współpracuje aktywnie z NATO w ramach Standing NATO Mine Countermeasures Group 1. Dwa okręty dywizjonu pełniły w zespole funkcję jednostki flagowej – „Admiral Pitka” od maja 2005 do marca 2006 oraz „Tasuja” od czerwca 2011 do grudnia 2011 .

### Szkolenie
Marynarze i oficerowie Eesti Merevägi szkolili się za granicą, między innymi w Wielkiej Brytanii, Niemczech, Danii, Szwecji i Finlandii . W 2003 roku otwarto w Tallinnie Centrum Szkolenia Morskiego w celu szkolenia podoficerów. W Tallinnie znajduje się również Bałtycka Morska Szkoła Łączności, kształcąca studentów z trzech państw bałtyckich. W zamian estońscy nurkowie szkoleni są w Lipawie, w Centrum Szkolenia Nurków.

### BALTRON
Floty państw bałtyckich ściśle ze sobą współpracują. Aby usprawnić współdziałanie, 16 kwietnia 1998 został powołany BALTRON – Dywizjon Bałtycki. Jego zadaniem jest wzajemne szkolenie załóg w zakresie niszczenia min i innych operacji morskich. Językiem urzędowym jest angielski, zaś siedziba dowództwa znajduje się w tallińskiej bazie morskiej.

## Jednostki

### Aktywne
| Nazwa                            | Zdjęcie                          | Kraj pochodzenia                 | Klasa i typ                      | Wodowanie                        | Wejście do służby                | Uwagi                                    |
| Dywizjon Okrętów Przeciwminowych | Dywizjon Okrętów Przeciwminowych | Dywizjon Okrętów Przeciwminowych | Dywizjon Okrętów Przeciwminowych | Dywizjon Okrętów Przeciwminowych | Dywizjon Okrętów Przeciwminowych | Dywizjon Okrętów Przeciwminowych         |
| -------------------------------- | -------------------------------- | -------------------------------- | -------------------------------- | -------------------------------- | -------------------------------- | ---------------------------------------- |
| EML „Admiral Cowan” (M313)       |                                  | Wielka Brytania                  | Niszczyciel min typu Sandown     | 16 kwietnia 1988                 | 26 kwietnia 2007                 | okręt flagowy dawny HMS „Sandown” (M101) |
| EML „Sakala” (M314)              |                                  | Wielka Brytania                  | Niszczyciel min typu Sandown     | 27 lutego 1990                   | 24 stycznia 2008                 | dawny HMS „Inverness” (M102)             |
| EML „Ugandi” (M315)              |                                  | Wielka Brytania                  | Niszczyciel min typu Sandown     | 30 lipca 1992                    | 22 stycznia 2009                 | dawny HMS „Bridport” (M105)              |
| EML „Wambola” (A433)             |                                  | Dania                            | Stawiacz min typu Lindormen      | 9 września 1977                  | 1 listopada 2016                 | Eesti Kaitsevägi, 1 listopada 2016       |

### Wycofane ze służby
| Nazwa                                  | Zdjęcie | Kraj pochodzenia | Klasa i typ                                                      | Wodowanie      | Wejście do służby | Wycofanie ze służby | Uwagi                                    |
| -------------------------------------- | ------- | ---------------- | ---------------------------------------------------------------- | -------------- | ----------------- | ------------------- | ---------------------------------------- |
| Eskadra okrętów minowych               |         |                  |                                                                  |                |                   |                     |                                          |
| EML „Tasuja” (A432)                    |         | Dania            | Stawiacz min typu Lindormen                                      | 7 czerwca 1977 | 12 kwietnia 2006  | 1 listopada 2016    | Eesti Kaitsevägi, 1 listopada 2016       |
| ELM „Admiral Pitka” (A230)             |         | Dania            | Fregata patrolowa typu Beskytteren (zmodyfikowanego typu Thetis) | 29 maja 1975   | 21 listopada 2000 | 13 czerwca 2013     | była jednostka flagowa, złomowany        |
| EML „Vambola” (M411)                   |         | Niemcy           | trałowiec typu Kondor I (proj. 65.2/115)                         |                | 1995              | 1999                | ex niemiecki okręt rozpoznawczy „Komet”  |
| EML „Sulev” (M412)                     |         | Niemcy           | trałowiec typu Kondor I (proj. 65.2/115)                         |                | 1995              | 2000                | ex niemiecki okręt rozpoznawczy „Meteor” |
| EML „Kalev” (M414)                     |         | Niemcy           | trałowiec typu Frauenlob                                         | 1966           | 1997              | 2004                | okręt muzealny                           |
| EML „Olev” (M415)                      |         | Niemcy           | trałowiec typu Frauenlob                                         | 1966           | 1997              | 2004                | złomowany                                |
| EML „Vaindlo” (M416)                   |         | Niemcy           | trałowiec typu Frauenlob                                         | 1966           | 2001              |                     |                                          |
| EML „Wambola” (M311) (były „Cuxhaven”) |         | Niemcy           | trałowiec typu Lindau                                            |                | 2000              |                     |                                          |
| EML „Sulev” (M312) (były „Lindau”)     |         | Niemcy           | trałowiec typu Lindau                                            |                | 2000              |                     |                                          |
| Eskadra okrętów patrolowych            |         |                  |                                                                  |                |                   |                     |                                          |
| EML „Suurop” (P421)                    |         | Finlandia        | okręt patrolowy typu R                                           | 1956           | 1999              | 2006                |                                          |
| EML „Ristna” (P422)                    |         | Finlandia        | okręt patrolowy typu R                                           | 1956           | 1999              | 2006                |                                          |
| EML „Grif” (P401)                      |         | Rosja            | kuter patrolowy typu Zhuk                                        | 1976           | 1992              | 27 kwietnia 2001    |                                          |
| EML „Leopard” (P402)                   |         | Rosja            | kuter patrolowy typu Zhuk                                        |                | 1992              |                     |                                          |
| EML „Ahti” (były „Mallemukken”)        |         | Dania            | kuter patrolowy typu Mauygen                                     |                | 1994              |                     |                                          |
| Straż Wybrzeża                         |         |                  |                                                                  |                |                   |                     |                                          |
| EML „Torm” (PVL105)                    |         | Norwegia         | ścigacz rakietowy                                                | 1965           | 1994              | 2007                |                                          |
| EML „Maru” (PVL106)                    |         | Finlandia        | kuter patrolowy                                                  | 1964           | 1995              |                     |                                          |
| Pozostałe                              |         |                  |                                                                  |                |                   |                     |                                          |
| „Lembit”                               |         | Estonia          | podwodny stawiacz min typu Kalev                                 | 7 lipca 1936   | 27 kwietnia 1992  | 19 maja 2011        | okręt muzealny                           |